# Валхаузен (Хелме)
Валхаузен (њем. Wallhausen) општина је у њемачкој савезној држави Саксонија-Анхалт. Једно је од 22 општинска средишта округа Мансфелд-Сидхарц. Према процјени из 2010. у општини је живјело 2.725 становника. Посједује регионалну шифру (AGS) 15087440.

## Географски и демографски подаци
Валхаузен се налази у савезној држави Саксонија-Анхалт у округу Мансфелд-Сидхарц. Општина се налази на надморској висини од 138 метара. Површина општине износи 35,3 km². У самом мјесту је, према процјени из 2010. године, живјело 2.725 становника. Просјечна густина становништва износи 77 становника/km².